# Kučín, Vranov nad Topľou
Kučín este o comună slovacă, aflată în districtul Vranov nad Topľou din regiunea Prešov. Localitatea se află la altitudinea de 127 m deasupra n.m., se întinde pe o suprafață de 4,59 km2 și în 2017 număra 527 de locuitori. Se învecinează cu comuna Hencovce.

## Istoric
Localitatea Kučín este atestată documentar din 1335.

## Demografie
| An:                | 1994 | 2004    | 2014   | 2024   |
| ------------------ | ---- | ------- | ------ | ------ |
| Număr de persoane: | 399  | 493     | 525    | 536    |
| Diferență:         |      | +23,55% | +6,49% | +2,09% |

| An:                | 2023 | 2024   |
| ------------------ | ---- | ------ |
| Număr de persoane: | 539  | 536    |
| Diferență:         |      | −0,55% |